# Gray Matter Interactive
 (octobre 2019).
Si vous disposez d'ouvrages ou d'articles de référence ou si vous connaissez des sites web de qualité traitant du thème abordé ici, merci de compléter l'article en donnant les références utiles à sa vérifiabilité et en les liant à la section « Notes et références ».
Ne doit pas être confondu avec LTI Gray Matter.
Gray Matter Interactive était une entreprise de développement de jeux vidéo, elle a été rachetée par Activision en 2002. Gray Matter Interactive avait, par le passé, le nom de Xatrix Entertainment.
En 2005, alors que le développement de Call of Duty 2: Big Red One venait de se terminer, Gray Matter Interactive a été assimilé par Treyarch, une autre société de développement, appartenant à Activision. Certains des employés de Gray Matter sont restés chez Treyarch, l'équipe dirigeante et les fondateurs, eux, ont quitté l'entreprise.

## Jeux développés
- Call of Duty 2: Big Red One
- Call of Duty : la Grande Offensive
- James Bond Jr.
- Kingpin: Life of Crime (Xatrix Entertainment)
- Redneck Rampage (Xatrix Entertainment)
- Redneck Rampage: Suckin' Grits on Route 66 (Xatrix Entertainment)
- Redneck Rampage Rides Again  (Xatrix Entertainment)
- Redneck Deer Huntin' (Xatrix Entertainment)
- Return to Castle Wolfenstein